# Chandolin
Chandolin är en ort i kommunen Anniviers i kantonen Valais, Schweiz. Orten var före den 1 januari 2009 en egen kommun, men slogs då samman med kommunerna Ayer, Grimentz, Saint-Jean, Saint-Luc och Vissoie till den nya kommunen Anniviers.